# Kuşadası
Kuşadası (pronunțat [ˈkuʃadasɯ], aproximativ kușadasî) este un oraș mare stațiune de pe coasta Mării Egee a Turciei și centrul districtului de pe litoral cu același nume din provincia Aydın. Kuşadası se află la 95 km (59 mi) sud de İzmir și la aproximativ 60 km (37 mi) de Aydın. Industria primară a municipalității este turismul. Primarul districtului este Oğuzhan Turan.